# Fudarakusan-ji
Fudarakusan-ji (補陀洛山寺?, Fudarakusan-ji) è un tempio buddhista Tendai sito nel distretto di Higashimuro, prefettura di Wakayama, in Giappone. Il nome del tempio proviene dal monte Potalaka. Si dice sia stato fondato da Ragyō Shōnin, un monaco proveniente dall'India.
Nel 2004 è stato designato come parte del patrimonio dell'umanità dell'UNESCO con il nome di Siti sacri e vie di pellegrinaggio nella catena montuosa di Kii.